# أدري فان كراي

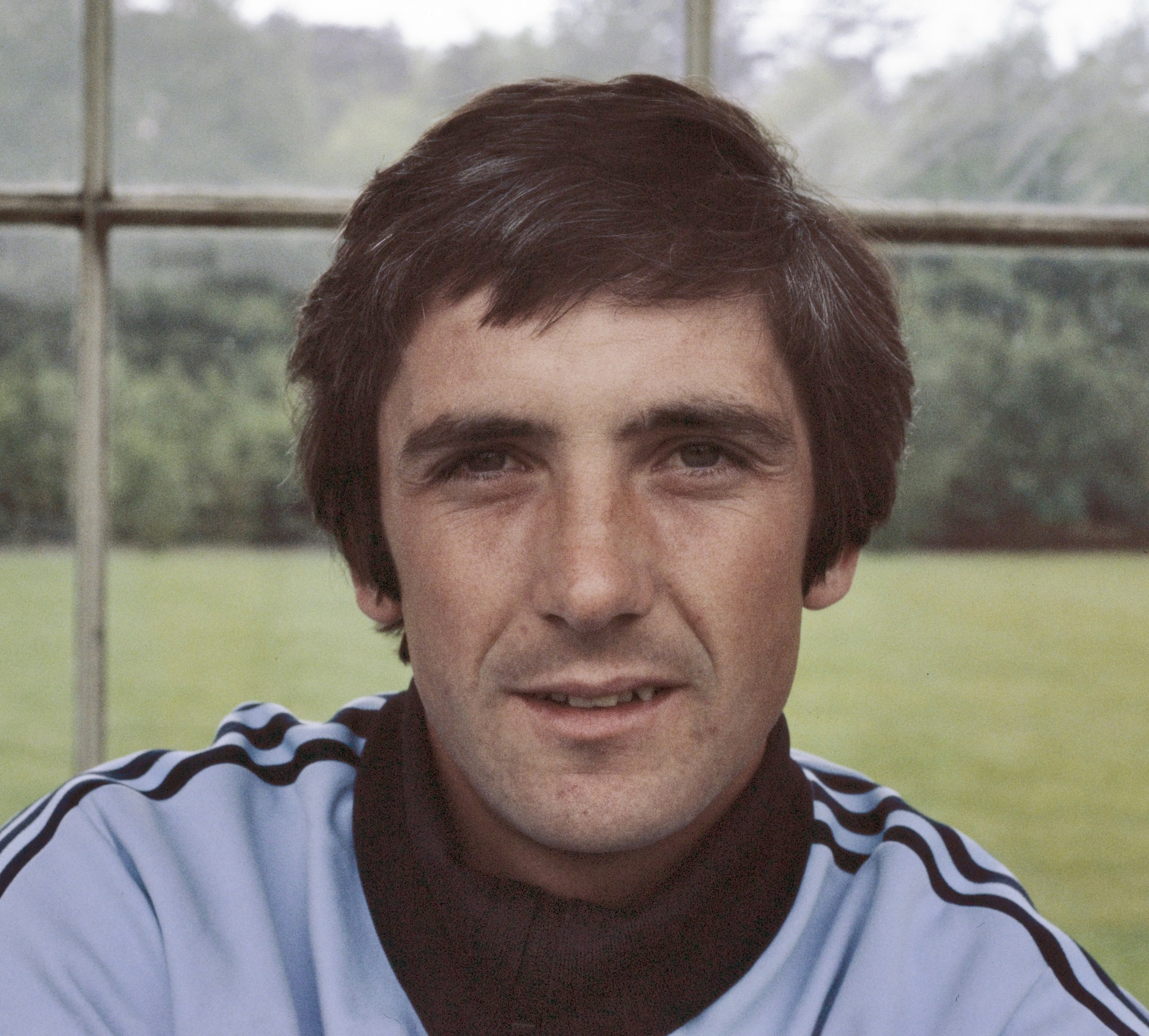
أدري فان كراي

أدري فان كراي (بالهولندية: Adrie van Kraaij)‏ ، من مواليد 1 أغسطس1953 ، لاعب كرة قدم هولندي سابق.
لعب مع منتخب هولندا لكرة القدم.

## مسيرته الكروية
لعب أدري فان كراي خلال مسيرته الاحترافية مع 3 أندية في أربعة عشر موسمًا وسجل خلالها 6 أهداف ضمن 383 مباراة. حيث فاز في موسمين بالكأس وفي ثلاثة مواسم بالدوري.
خاض أدري فان كراي مسيرته مع نادي آيندهوفن في موسم 1971–72 ليلعب معه أحد عشر موسمًا، مشاركًا في 309 مباراة سجل خلالها 5 أهداف. ثم انتقل إلى نادي واترشاي ثور في موسم 1982–83 ولمدة موسمين، حيث شارك في 57 مباراة سجل خلالها هدفًا واحدًا. لينتقل بعدها إلى نادي بازل في موسم 1984–85 لمدة موسم واحد، مشاركًا في 17 مباراة ولم يسجل أي هدف.

## روابط خارجية
- أدري فان كراي على موقع الاتحاد الدولي (مؤرشف)  (الإنجليزية)
- أدري فان كراي على موقع قاعدة بيانات كرة القدم.إي يو (الإنجليزية)
- أدري فان كراي على موقع ناشيونال فوتبول تيمز (الإنجليزية)
- أدري فان كراي على موقع عالم كرة القدم.نت (الإنجليزية)